# Graz-Köflacher Eisenbahn- und Bergbaugesellschaft

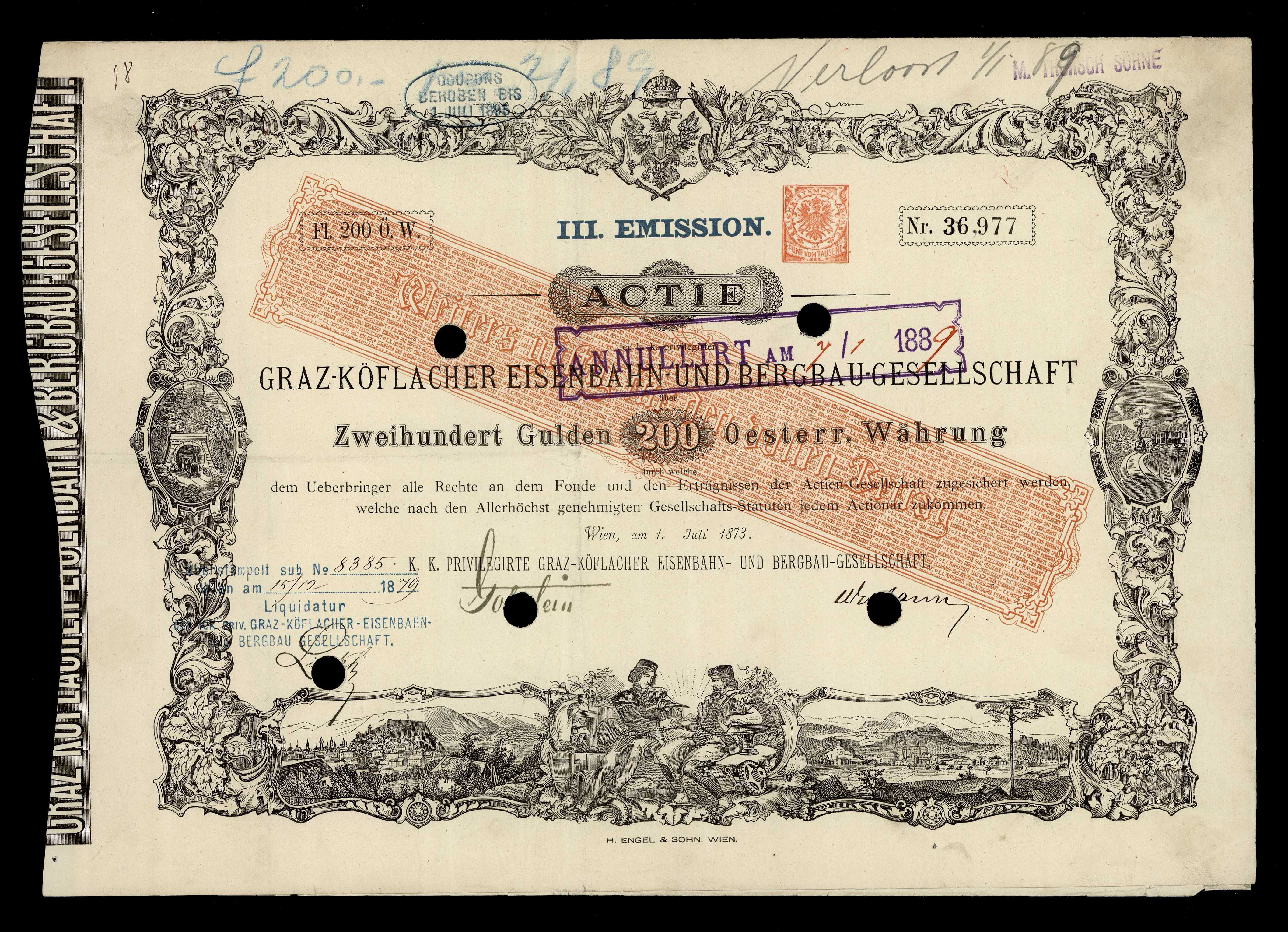
Aktie aus der dritten Emission der Graz-Köflacher Eisenbahn- und Bergbau-Gesellschaft vom 1. Juli 1873

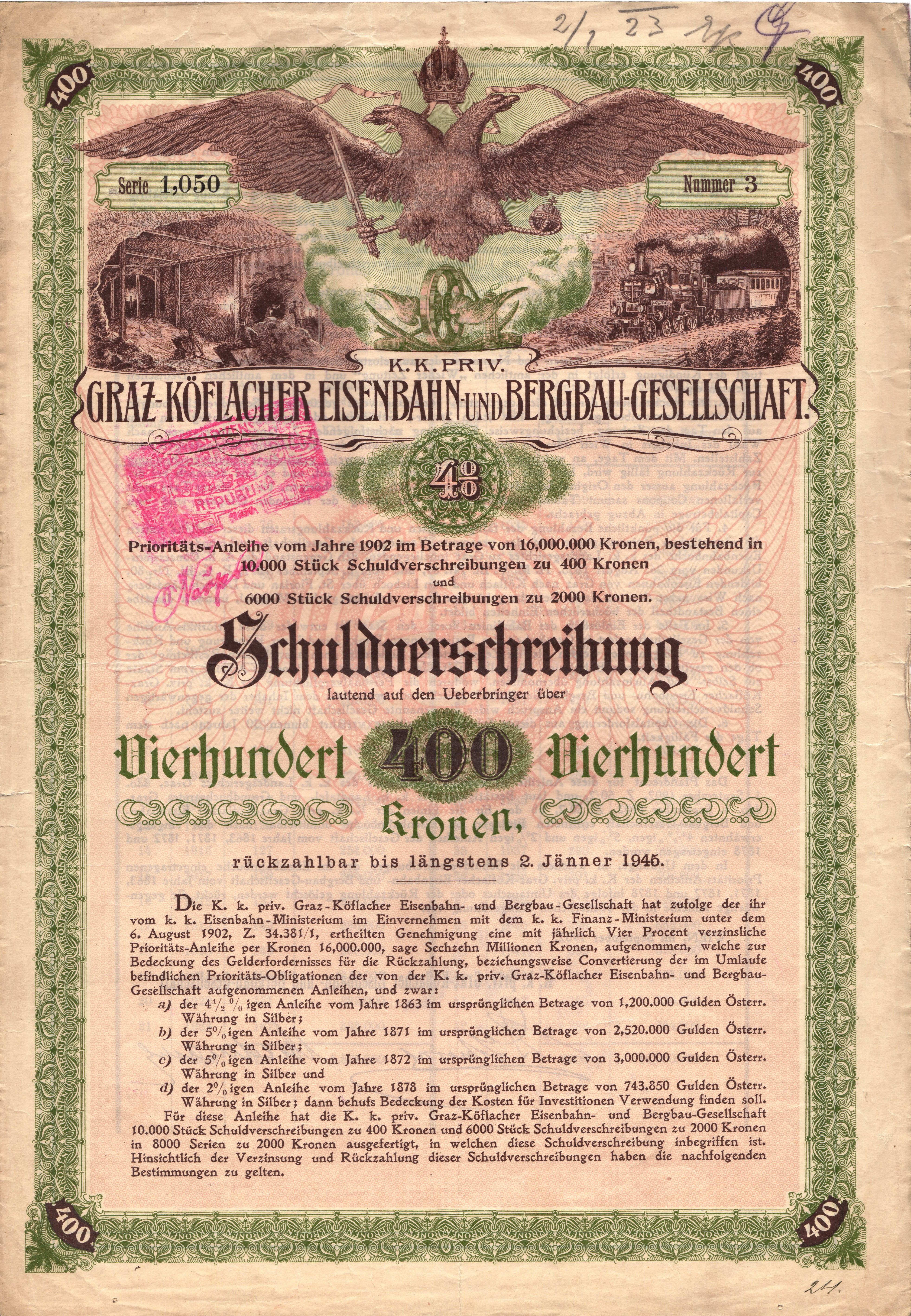
Schuldverschreibung über 400 Kronen der k.k. priv. Graz-Köflacher Eisenbahn- und Bergbau-Gesellschaft vom September 1902

Die Graz-Köflacher Eisenbahn- und Bergbaugesellschaft (GKEB) ist ein heute aufgeteiltes ehemaliges Montan- und Verkehrsunternehmen in der Weststeiermark und war Betreiberin einiger Eisenbahnstrecken, wie der Köflacherbahn.

## Geschichte
Am Anfang stand die Voitsberger-Köflacher-Maria Lankowitzer Steinkohlengewerkschaft und ihr Wunsch, die abgebaute Kohle aus den weststeirischen Revieren kostengünstig nach Graz abzutransportieren. Sie erhielt bereits 1855 das Privileg zum Bau der Bahnstrecke Graz–Köflach (Köflacher Bahn). Im Folgejahr entstand unter Führung von Hugo Graf Henckel von Donnersmarck durch den Zusammenschluss dieser Gewerkengesellschaft mit sechs weiteren Bergbauunternehmen in der Region Köflach – Voitsberg – Maria Lankowitz die GKEB als Aktiengesellschaft. Einer der Gewerke war zu dieser Zeit Erzherzog Johann. Der Zweck des Zusammenschlusses war vor allem die Vermarktung der dort abgebauten Braunkohle. Am 16. Jänner 1856 hielt die GKEB ihre erste Generalversammlung in Wien ab, angesichts der niedrigen Selbstkosten schien auch der Wiener Markt von Interesse als Absatzgebiet von Kohlenlieferungen. Auf der Strecke wurde im Jahr 1859 der Betrieb aufgenommen, die offizielle Eröffnung erfolgte am 3. April 1860.
Neben dem Hauptabbaugebiet im Voitsberg-Köflacher Kohlenrevier wurde ein zweites Revier um Wies und Eibiswald erschlossen. Allerdings war bereits in den 1870er Jahren eine erste finanzielle Sanierung des Unternehmens notwendig. Die belgische Sociéte belge des chemins de fer übernahm einen Großteil der neu aufgelegten Aktien.
Im Jahr 1871 erhielt die GKB den Bau einer weiteren Strecke von Lieboch nach Wies (Wieserbahn).
Um die Jahrhundertwende betrug die Fördermenge bereits rund 600.000 Tonnen Kohle jährlich. Einem Niedergang in der Krise der Zang-Bergbaue folgte 1923–1926 eine Krise, ausgelöst durch die „undurchsichtigen Machenschaften“ (= missglückte Transaktionen) ihres Präsidenten Viktor Wutte, dies brachte die GKEB in ernsthafte Schwierigkeiten und sie musste abermals saniert werden. Sie wurde daher ab 20. November 1926 von der Alpinen Montangesellschaft und der Boden-Credit-Anstalt treuhändig verwaltet. 1928 übernahm die Alpine Montangesellschaft daher die Aktienmehrheit der GKB, die Mitarbeiteranzahl sank jedoch im Zuge der Weltwirtschaftskrise auf lediglich 700 Personen mit Ende des Jahres 1931. Das Land Steiermark hatte sich erfolglos für eine Übernahme durch das Land eingesetzt, auch parteiübergreifende Proteste und Volksversammlungen blieben erfolglos.
Im Dritten Reich wurde die GKEB den Reichswerken Hermann Göring einverleibt, wo sie zu der Reichswerke AG Alpine Montanbetriebe Hermann Göring gehörte, die aus der Alpine Montangesellschaft hervorgegangen war. Der GKEB unterstand damals die AG Harter Kohlenwerke (Sitz in Wien, Bergbau in Hart bei Gloggnitz), die Sulmtalbahn AG (Graz) sowie der Steirische Industrieversicherungsverein a. G. (Graz). Zu jener Zeit bestand eine Anschlussbahn in den Kaiserwald zu einem groß angelegten Bauprojekt der Wehrmacht, das 1942 aufgegeben wurde.
1960 wurde die GKEB von neuem der Österreichisch-Alpinen Montangesellschaft angeschlossen und übernahm von dieser die Bergbaue Fohnsdorf und Ratten-St. Kathrein in der Obersteiermark. Damit wurde das Unternehmen zum größten in der heimischen Kohlebranche und vereinigte rund 70 % der österreichischen Kohleförderung. Mit über 4.500 Beschäftigten erreichte die Mitarbeiterzahl zu dieser Zeit ihren absoluten Höhepunkt.
Der Kohleabbau erfolgte zunächst vorwiegend unter Tage. Erst ab der Mitte des 20. Jahrhunderts verlagerte er sich mehr und mehr zum Tagebau. 1988 schließlich wurde mit Zangtal die letzte Grube geschlossen, aber auch der Tagbau Oberdorf kämpfte mit zunehmender Unwirtschaftlichkeit durch die Konkurrenz aus dem Ausland importierter Brennstoffe.
1998, als das baldige Ende absehbar war, wurde der Betrieb der Eisenbahnstrecke in die Graz-Köflacher Eisenbahn GmbH überführt, die 2004 schließlich in Graz-Köflacher Bahn und Busbetrieb GmbH umfirmiert wurde. Der Bergbaubetrieb blieb unter dem Namen GKB-Bergbau GmbH (im Besitz der Österreichische Industrieholding AG, seit 2019 Österreichische Beteiligungs AG) weiter bestehen. Im Jahr 2004 wurde die Belieferung von Industriekunden mit Braunkohle eingestellt. Die letzten Restbestände wurden bis 2006 zur Erzeugung von elektrischem Strom im Dampfkraftwerk Voitsberg eingesetzt.
Neben der Stilllegung der verschiedenen Abbaustätten wurde ein Revitalisierungsprozess eingeleitet. Dadurch sind Projekte wie etwa der Biotoplehrpfad „Igelpfad“, der Bade- und Freizeitteich „Piberstein“ und die Golfanlage Maria Lankowitz entstanden. Die Geschäftstätigkeit der GKB-Bergbau GmbH besteht heute in der Verwertung der Liegenschaften und Absicherung von ehemaligen Bergbauen wie etwa dem Lavanttaler Kohlenbergbau.